# Боранколь
Боранколь — нефтегазоконденсатное месторождение в Казахстане. Расположено в Бейнеуском районе Мангистауской области, в 90 км к югу от железнодорожной станции Кульсары.
Структура подготовлена к глубокому бурению сейсморазведкой в 1952 году. В поисковое бурение введена в 1954 году. Месторождение открыто в 1959 году. Разведочные работы начаты в 1973 году. Глубина залегания продуктивных горизонтов изменяется от 1999 м до 2376 м. Залежи пластовые сводовые и пластовые теконически экранированные. Продуктивная толща сложена терригенными породами, коллектора поровые. Открытая пористость 23-27 %, проницаемость 0,020-0,727 мкм², коэффициенты нефтенасыщенности 0,46-0,63, газонасыщенности 0,48-0,59. Дебиты нефти по горизонтам изменяются от 96 м3/сут на 7 мм штуцере до 29 м3/сут на 9 мм штуцере, газа — от 44 тыс.м3/сут на 7 мм штуцере до 209 тыс.м3/сут на 9 мм штуцере. Пластовое давление 21,4-25,3 МПа, температура 64-750С. Плотность нефти 866—918 кг/м3. Нефть сернистая (0,91-1,63 %), содержит парафина 1-1,69 %, асфальтенов 14,44-35 %. Газ состоит из метана (71,93-72,43 %), этана (2,97-3,37 %), пропана (1,47-3,79 %), изобутана (0,06 %), азота (3,6-4,39 %), углекислого газа (0,17-1,04 %). Содержание конденсата в горизонте Ю-IIIБ — 153,8 г/м3. Плотность конденсата 731 кг/м3, содержание серы в нём составляет 0,022 %. Пластовые воды хлоркальциевые с минерализацией 357,7 г/л.
Открыто в 1998 году. Ввод в эксплуатацию в 2000 году. Запасы составляет 6 млн тонн нефти.
Добычей углеводородов на месторождении Боранколь с 2000 года занимались компания «Толкыннефтегаз» и совместное казахстанско-молдавское предприятие «Казполмунай». В 2008 году финансовая полиция Казахстана возбудила уголовные дела против четырёх граждан Молдовы, которые в разные периоды руководили указанными компаниями. После этого суд наложил аресты на контракты Казполмунайя и Толкыннефтегаза на разведку и добычу углеводородного сырья, а также на 100 % доли участия в уставном капитале и на все движимое и недвижимое имущество компаний. Среди бенефициаров Толкыннефтегаза числились Terra Raf Trans Trading Limited (Кипр) и компания ASCOM S.A. (Молдова).
Оператором разработки является — Казмунайтениз, дочерняя компании Казмунайгаз.